# Lei de Gauss para o magnetismo
Na física, a Lei de Gauss para o magnetismo é uma das quatro equações de Maxwell que são a base da eletrodinâmica clássica. Ela estabelece que o campo magnético B tem divergente igual a zero, ou seja, que é um campo vetorial solenoidal. Isso é equivalente à afirmação de que não existem monopolos magnéticos. Em vez de “cargas magnéticas”, a entidade básica do magnetismo é o dipolo magnético. (Se em algum momento monopolos magnéticos forem encontrados, a lei deverá ser modificada, conforme explicado abaixo.)
A lei de Gauss para o magnetismo pode ser escrita de duas maneiras: a forma diferencial e a forma integral. Ambas maneiras são equivalentes graças ao teorema da divergência
O nome “lei de Gauss para o magnetismo” não é usado universalmente. A lei também é chamada de “Ausência de polos magnéticos livres”; uma referência até explicitamente diz que a lei “não tem nome”. Ela também pode ser referida como “exigência de transversalidade”, porque para ondas planas ela requer que a polarização seja transversal à direção de propagação.

## Forma diferencial
A forma diferencial para a lei de Gauss para o magnetismo é:
| {\displaystyle \nabla \cdot B=0} |
| -------------------------------- |

onde {\displaystyle \nabla \cdot } denota divergente e B é o campo magnético.

## Forma integral

Definição de uma superfície fechada. Esquerda: exemplos de superfícies fechadas que incluem a superfície de uma esfera, superfície de um toro e superfície de um cubo. O fluxo magnético através de qualquer uma dessas superfícies é zero. Direita: alguns exemplos de superfícies abertas (não fechadas) que incluem a superfície de um disco, de um quadrado e uma superfície de hemisfério. Todas elas têm fronteiras (em vermelho) e elas não limitam um volume tridimensional completamente. O fluxo magnético através dessas superfícies não necessariamente é zero

A forma integral da lei de Gauss para o magnetismo declara:
| {\textstyle \oiint \limits _{S}B\cdot dA=0} |
| ------------------------------------------- |

Onde S é uma superfície fechada, e dA é um vetor cuja magnitude é a área de uma peça infinitesimal da superfície S e cuja direção é a normal à superfície orientada para fora. (Ver integral de superfície para mais detalhes.)
A parte esquerda dessa equação é chamada de fluxo líquido de campo magnético para fora da superfície, e a lei de Gauss para o magnetismo diz que isso é sempre zero.
As formas diferencial e integral da lei de Gauss para o magnetismo são matematicamente equivalentes, devido ao teorema da divergência. Dito isso, pode ser mais conveniente usar uma ou outra em uma situação particular.
A lei nessa forma implica que para cada elemento de volume no espaço, existem exatamente o mesmo número de “linhas de campo magnético” entrando e saindo do volume. Nenhuma “carga magnética total” pode existir em nenhum ponto do espaço. Por exemplo, um polo sul magnético é exatamente tão forte quanto um polo norte magnético, e polos sul livres no espaço, sem polos norte acompanhando, não são permitidos. Em contraste, isso não é verdadeiro para outros campos, como campos elétricos e campos gravitacionais, onde cargas elétricas ou massas totais podem existir em um volume do espaço.

## Vetor potencial
Devido ao teorema da decomposição de Helmholtz, a lei de Gauss do eletromagnetismo é equivalente à seguinte afirmação:
Existe um vetor A de modo que
| {\displaystyle B=\nabla \times A}. |
| ---------------------------------- |

Esse vetor A é chamado de vetor potencial magnético.
Perceba que há mais de uma possibilidade para A que satisfaça essa equação para um dado campo B. Na verdade, há infinitas soluções: qualquer vetor na forma ᐁɸ (gradiente) pode ser adicionado a A para se conseguir uma escolha alternativa para A, pelas identidades (ver identidades de cálculo vetorial):
{\displaystyle \nabla \times A=\nabla \times (A+\nabla \phi )=\nabla \times A+\nabla \times \nabla \phi } e {\displaystyle \nabla \times \nabla \phi =0}
Essa arbitrariedade de A é chamada de liberdade de gauge.

## Linhas de campo
O campo magnético B, como qualquer outro campo vetorial, pode ser descrito via linhas de campo (também chamadas de linhas de fluxo) – ou seja, um conjunto de curvas cuja direção corresponde à direção de B e cuja densidade areal é proporcional à magnitude de B. A lei de Gauss para o magnetismo é equivalente à afirmação de que as linhas de campo não têm nem começo nem fim: cada uma delas forma um ciclo fechado, serpenteia para sempre, sem nunca voltar a si mesma exatamente, ou se estende ao infinito.

## Modificação caso monopolos magnéticos existam
Se monopolos magnéticos forem descobertos, então a lei de Gauss para o magnetismo iria dizer que o divergente de B seria proporcional à densidade de carga magnética ρm, analogamente à lei de Gauss para campos elétricos. Para uma densidade líquida de carga magnética nula (ρm = 0), a forma original da lei de Gauss do magnetismo é o resultado.
A fórmula modificada em unidades do sistema internacional (SI) não é padrão; em uma variação, a carga magnética tem unidade de webers; em outra, de ampere-metros.
| Unidade                              | Equação                                          |
| ------------------------------------ | ------------------------------------------------ |
| Unidades cgs                         | {\displaystyle \nabla \cdot B=4\pi \rho _{m}}    |
| Unidades SI (convenção Weber)        | {\displaystyle \nabla \cdot B=\rho _{m}}         |
| Unidades SI (convenção Ampere-metro) | {\displaystyle \nabla \cdot B=\mu _{0}\rho _{m}} |

Onde {\displaystyle \mu _{0}}é a permeabilidade do vácuo.
Até hoje, nenhum monopólio magnético foi encontrado, apesar de buscas extensas.

## História
A ideia da inexistência de monopolos magnéticos originou-se em 1269 por Petrus Peregrinus de Maricourt. O seu trabalho influenciou fortemente William Gilbert, cuja obra De Magnete, de 1600, espalhou a ideia além. No começo do século XIX, Michael Faraday reintroduziu essa lei e ela consequentemente fez o seu caminho até chegar nas equações de James Clerk Maxwell para campos eletromagnéticos.

## Computação numérica
Na computação numérica, a solução numérica pode não satisfazer a lei de Gauss para o magnetismo devido a erros de discretização  dos métodos numéricos. Entretanto, em  muitos casos – como, por exemplo, para a magneto-hidrodinâmica – é importante preservar a lei de Gauss para o magnetismo precisamente (até a precisão da máquina). A violação da lei de Gauss do magnetismo a nível discreto introduzirá uma forte força não física. Tendo em vista a conservação de energia, a violação dessa condição leva a uma integral de energia não conservativa, e o erro é proporcional ao divergente do campo magnético.